# Buluka townesi
Buluka townesi är en stekelart som beskrevs av Austin 1989. Buluka townesi ingår i släktet Buluka och familjen bracksteklar. Inga underarter finns listade.